# Lee County (Kentucky)
Lee County je okres ve státě Kentucky v USA. K roku 2000 zde žilo 7 916 obyvatel. Správním městem okresu je Beattyville. Celková rozloha okresu činí 547 km².

## Sousední okresy
| Růžice kompasu | Estill County         | Powell County | Wolfe County     | Růžice kompasu |
| Růžice kompasu | Sever                 |               |                  | Růžice kompasu |
| Růžice kompasu | Lee County (Kentucky) |               |                  | Růžice kompasu |
| Růžice kompasu | Jih                   |               |                  | Růžice kompasu |
| Růžice kompasu | Jackson County        | Owsley County | Breathitt County | Růžice kompasu |